# Anton Kržišnik
Anton Kržišnik (8. června 1890, Podobeno, Rakousko-Uhersko – 28. prosince 1973, Lublaň, Jugoslávie) byl slovinský právník a politik a blízký spolupracovník Josipa Broze Tita.
Kržišnik studoval nejprve v Lublani, později se věnoval právům na právnických fakultách v Záhřebu a Praze. Během existence meziválečné Jugoslávie pracoval jako soudce obvodního soudu. Po roce 1941, když Jugoslávie vstoupila do války, se přidal k partyzánskému hnutí. Stal se velmi rychle předsedou vysokého vojenského soudu pro Slovinsko. Předsedal tzv. Kočevskému procesu.
Po skončení druhé světové války byl po dlouhá léta předsedou SSRNJ ve Slovinsku. Kržišnik byl v poválečné Jugoslávii komisařem pro sociální záležitosti v orgánu NKOJ, a také předsedou slovinského Nejvyššího soudu.